# МікроКосм
МікроКосм – перша платівка луцького гурту Ріплей, завершений 2012 року.

## Про альбом
Над альбомом тривала кропітка робота майже два роки. До нього увійшли композиції, що виконувались на концертах, самі перші напрацювання колективу і звісно ж свіжі пісні. До виходу альбому Ріплей презентував також відео на пісню “Спогад”, яке отримало чимало схвальних відгуків.

## Список пісень[2]
1. Нас двоє
2. Ми звірі
3. Хто я?
4. Сонце
5. Космос
6. Вибух сонця
7. Пустота
8. Зірви страйк
9. Втомлене серце
10. Відео
11. Не губи себе
12. Вітер

Бонус:
1. Спогад